# 英国普雷斯顿圣殿
英国普雷斯顿圣殿是耶稣基督后期圣徒教会第52个开放的圣殿，位于英格兰兰开夏郡普雷斯顿以南的Chorley。
后期圣徒教会早在1837年就传入普雷斯顿，由于其历史意义以及信徒的增加，会长宣布在此兴建英国的第二所圣殿。（第一所为英国伦敦圣殿，位于伦敦附近的萨里郡）。英国普雷斯顿圣殿为现代单尖塔设计，外部采用撒丁岛的白色花岗岩，加上锌屋顶，使人联想到英国的古老教堂。
1998年6月7日奉献圣殿。这是欧洲最大的一个圣殿，有6,470 m²。其次是英国伦敦圣殿（4,290 m²）和西班牙马德里圣殿。